# Chiesa di Santa Maria della Neve (Predazzo)
La chiesa di Santa Maria della Neve è una chiesa cattolica situata a Bellamonte, frazione di Predazzo in provincia di Trento; è sussidiaria della parrocchiale dei Santi Filippo e Giacomo di Predazzo e fa parte dell'arcidiocesi di Trento.

## Storia

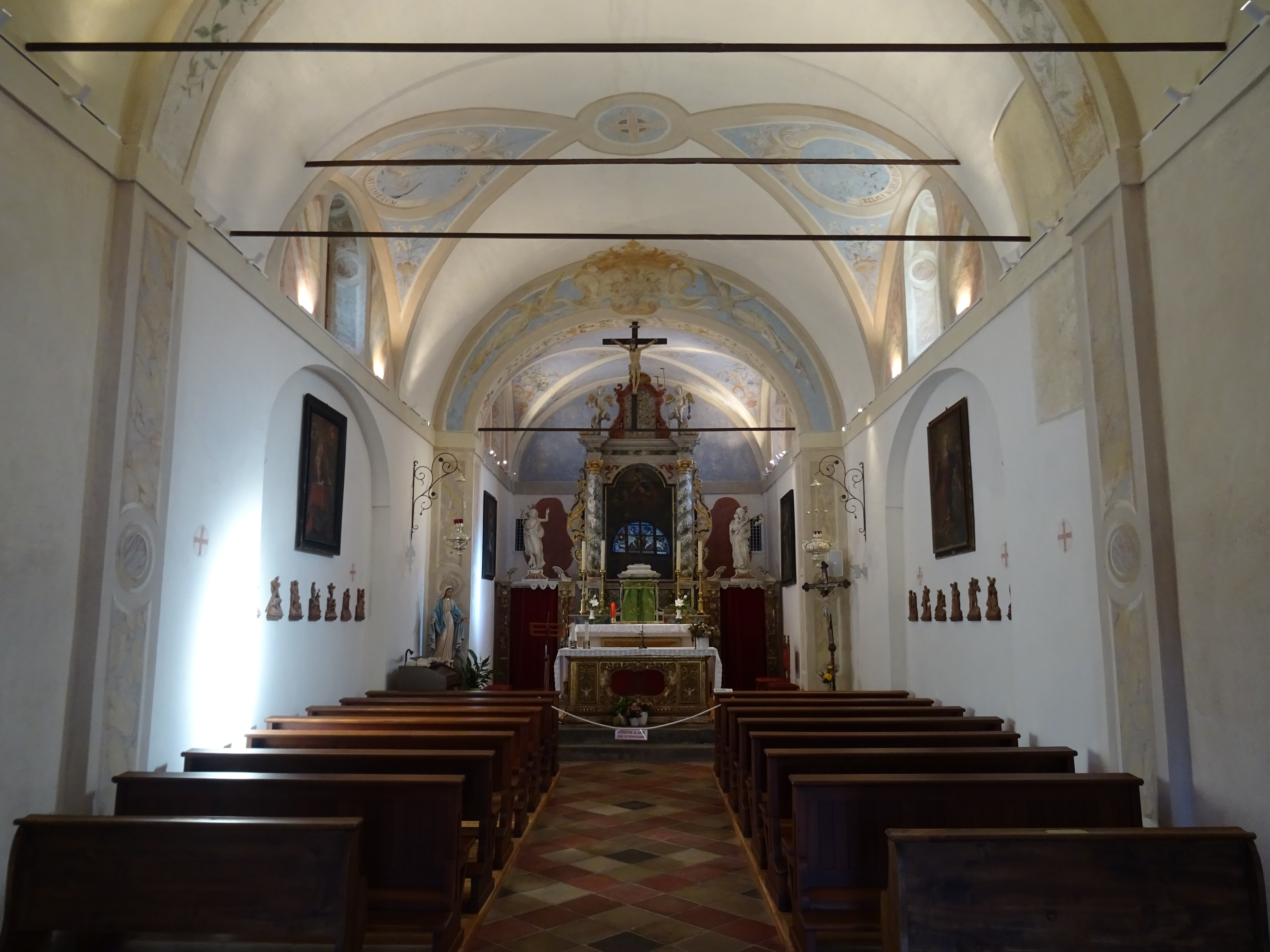
Interno

La zona di Bellamonte fu per secoli appartenente ai contadini della media val di Fiemme (Tesero, Panchià, Ziano), che nel 1704 chiesero al vescovo di poter erigere una cappella sul posto. La chiesa venne edificata nel 1707, per iniziativa della Regola di Tesero, e consacrata il 18 luglio 1722. Nel 1880 venne ampliata raggiungendo le dimensioni attuali, venne sostituito il pavimento e affrescata la facciata.
Tra il 1970 e il 1980 è stato realizzato l'adeguamento liturgico, spostando la mensa d'altare al centro del presbiterio e aggiungendo altri pezzi d'arredamento (un leggio facente funzioni di ambone e una sedia imbottita). Nel 2018-20 è stato effettuato un profondo intervento di restauro e messa a norma; tra gli interventi, sistemazione del pavimento (dissestato dalle radici degli alberi), isolamento delle pareti dall'umidità, restauro di banchi, altare e ballatoio, rifacimento dell'impianto elettrico e riqualificazione del sagrato e del marciapiede.

## Descrizione

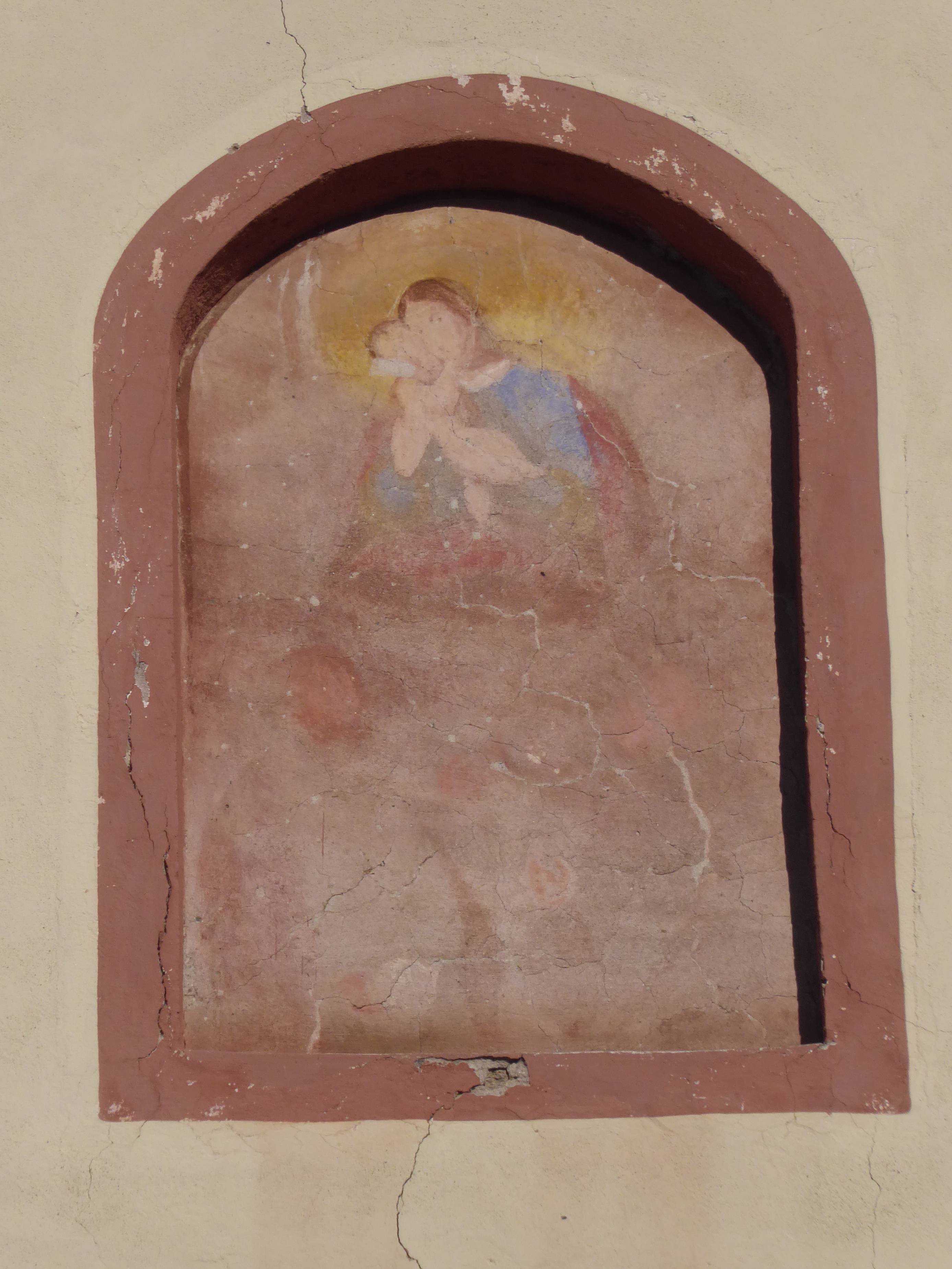
L'affresco fine-ottocentesco della facciata, raffigurante la Madonna con Bambino

### Esterno
La chiesa, orientata verso nord-est, si trova su un pendio erboso tra gli edifici sparsi di Bellamonte. Si presenta con facciata a capanna dagli spioventi ripidi, rinserrata tra cantonali a corsi alternati in intonaco grezzo e aperta dal portale d'accesso e da quattro finestre: due rettangolari ai lati, sdraiate e chiuse da grate, una a lunetta al centro e una piccola monofora centinata in alto. Sempre in facciata sono presenti anche una meridiana e, in una nicchia sopra la lunetta, un affresco raffigurante la Madonna con Bambino, entrambi realizzati nel 1880.
Le fiancate sono lisce, ognuna dotata di due monofore in corrispondenza delle campate interne; un'altra monofora si apre sul lato destro del presbiterio, dietro al quale si trovano la sagrestia e un piccolo appartamento a due piani; tutto il perimetro è percorso alla base da uno zoccolo in intonaco grezzo. Il tetto è realizzato con tegole in laterizio a coda di castoro, e sul colmo, in corrispondenza della sagrestia, si erge un piccolo campanile in legno, con cella campanaria aperta da coppie di monofore a nord-ovest e sud-est e cuspide piramidale.

### Interno

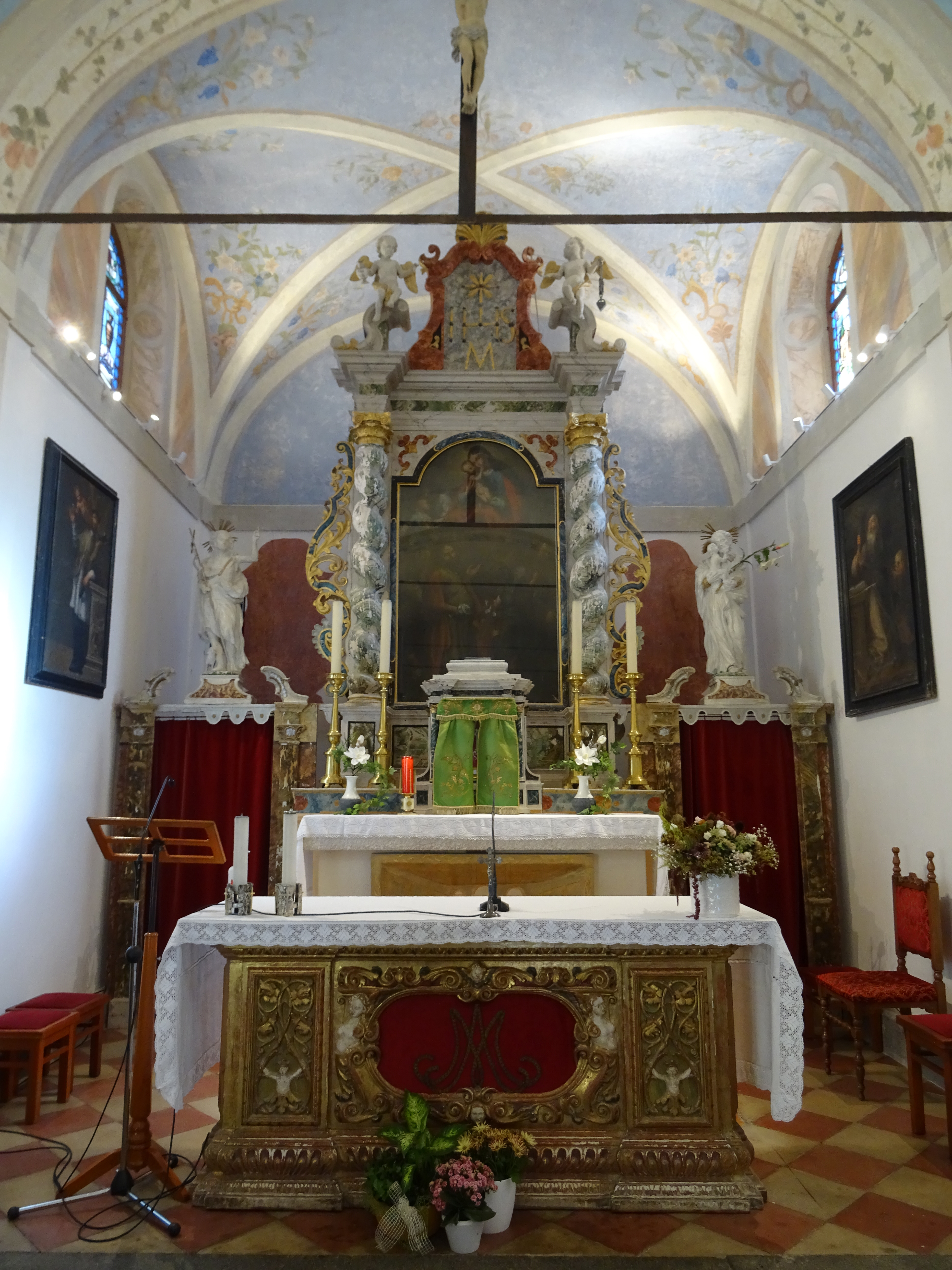
Altare

L'interno è ad aula unica a pianta rettangolare, con una navata voltata a lunetta, suddivisa in due campate da un'arcata a pieno centro poggiante su lesene; ai lati di ogni campata vi sono altre arcate a pieno centro leggermente sfondate. L'arco santo a sesto ribassato introduce al presbiterio, rialzato di due gradini e voltato a crociera; sul retro si trova una piccola sagrestia. L'altare maggiore ospita una tela dipinta a Roma da Antonio Longo nel 1791, ed è affiancato da statue raffiguranti san Giuseppe e san Giovanni Battista; di esso faceva parte anche la mensa d'altare, ora staccata al centro del presbiterio, opera di bottega trentina di metà del Settecento.
Gli ambienti sono pavimentati con mattonelle di cemento disposte a rombi concentrici di tre colori (nero, bianco e rosso) nella navata, e in corsi diagonali alternati (bianchi e rossi) nel presbiterio. Le lesene, l'arcata trasversale e l'intradosso dell'arco sono decorati a tempera con angeli e motivi floreali, e alle pareti sono appesi dipinti di pittori fiemmesi e le tele della via Crucis. In controfacciata è presente un ballatoio, accessibile da una scaletta sul lato sinistro; sul lato destro all'ingresso è affissa una lapide a Corrado Jellici, "benefattore di Bellamonte e della sua chiesa".